# Wissenschaftsethik
Die Wissenschaftsethik befasst sich mit den ethischen Aspekten der wissenschaftlichen Forschung. Dies bezieht sich sowohl auf ethische Standards innerhalb der Wissenschaften als auch auf die gesellschaftlichen Auswirkungen des Forschungsprozesses.

## Ziele
Die Wissenschaftsethik sucht Antworten auf die Fragen: Was ist im Rahmen des wissenschaftlich Möglichen ethisch erlaubt? Welche Dinge sollten besser unerforscht bleiben? Inwiefern trägt ein Wissenschaftler Verantwortung für die Anwendung der Arbeitsergebnisse?
Neben gesetzlichen Regelungen über wissenschaftliches Fehlverhalten sind zwei Instrumente zu nennen, mit denen Grundsätze der Wissenschaftsethik praktisch umgesetzt werden:
- fachspezifische Ethikcodes
- Ethikkommissionen und Kommissionen gegen wissenschaftliches Fehlverhalten wie den Ombudsman für die Wissenschaft[1] oder den Gemeinsamen Ausschuss zum Umgang mit sicherheitsrelevanter Forschung[2] der Deutschen Forschungsgemeinschaft (DFG) und der Nationalen Akademie der Wissenschaften Leopoldina.

Beide Instrumente vertrauen auf die innerwissenschaftliche Korrektur von Fehlentwicklungen, da staatliche Grenzziehungen in Deutschland aufgrund der in Artikel 5 des Grundgesetzes garantierten Forschungsfreiheit problematisch sind.
Ethikkommissionen sind vor allem üblich im Bereich medizin- und bioethischer Fragestellungen. Fachspezifische Ethikcodes und berufsbezogene Ethikcodes, die ethische Regeln für einzelne Berufsgruppen aufstellen, sind nicht scharf voneinander zu trennen.
Die Deutsche Forschungsgemeinschaft (DFG) und die Nationale Akademie der Wissenschaften widmen sich seit Langem verstärkt den Fragestellungen rund um die mit dem Stichwort „Dual-Use“ gekennzeichnete Problematik, dass in nahezu allen Wissenschaftsgebieten Forschungsergebnisse, die große Chancen eröffnen, auch missbraucht werden können. So haben sie 2015 einen „Gemeinsamen Ausschuss zum Umgang mit Sicherheitsrelevanter Forschung“ gegründet, der die Umsetzung der Empfehlungen von DFG und Leopoldina zu „Wissenschaftsfreiheit und Wissenschaftsverantwortung“ unterstützt. Insbesondere gilt das der Etablierung der in den Empfehlungen vorgesehenen Kommissionen für Ethik der Forschung (KEF).

## Geschichte
Im Laufe der späten 1930er-Jahre wurde beispielsweise absehbar, dass die enormen Energien der Kernspaltung auch für Waffen genutzt werden können. Robert Oppenheimers Rolle bei Entwicklung und Ersteinsatz von Kernwaffen im Manhattan-Projekt zeigt den Interessenkonflikt zwischen Machbarkeitsdenken, persönlichen Idealen und Herrschaftsinteressen. Albert Einstein wandte sich zusammen mit Leo Szilard noch vor Beginn des Zweiten Weltkriegs an Franklin D. Roosevelt. Die beiden Physiker drängten den amerikanischen Präsidenten, die Forschung an der Atombombe voranzutreiben, um den Wissenschaftlern von Nazi-Deutschland zuvorzukommen. Nach dem Krieg und unter dem Eindruck der Atombombeneinsätze in Hiroshima und Nagasaki wurde Einstein jedoch ein entschiedener Gegner des Einsatzes von Kernwaffen. Entgegen einer weit verbreiteten Ansicht leistete Einstein keinerlei wissenschaftlichen Beitrag zur Entwicklung von Kernwaffen. Die Kritik an der Wissenschaft richtete sich später gegen die Schaffung von Waffen, die buchstäblich auf Knopfdruck das gesamte menschliche Leben auf der Erde zerstören könnten (Overkill). Andererseits gab es immer wieder Stimmen aus der Wissenschaft, die vor den Gefahren des atomaren Wettrüstens warnten, so beispielsweise die Göttinger Achtzehn oder Andrei Sacharow.
Seit den 1990er-Jahren steht die Genforschung im Zentrum ethischer Diskussionen. Bei der Nutzung von Embryonen für die Stammzellenforschung gilt es abzuwägen, welche Formen menschlichen Lebens vor äußeren Eingriffen zu schützen sind (vergleiche auch die Debatten zu Abtreibung und Sterbehilfe). Ein noch weiter reichendes ethisches Dilemma stellt sich beim therapeutischen oder klonenden Eingriff in die menschliche Keimbahn. Die Wissenschaft stellt Methoden zur Verfügung, die das menschliche Leben an sich verändern. Befürworter der Eugenik erhalten geeignete Werkzeuge. Hier richtet sich die Kritik gegen das Desinteresse vieler Wissenschaftler, sich ethischen Fragen zu stellen und Verantwortung für absehbare Folgen ihres Tuns zu übernehmen.